# دادلیویل (آریزونا)
دادلیویل (به انگلیسی: Dudleyville) یک منطقهٔ مسکونی در ایالات متحده آمریکا است که در شهرستان پاینال، آریزونا واقع شده‌است. دادلیویل ۱۷٫۳۷ کیلومتر مربع مساحت و ۹۵۹ نفر جمعیت دارد و ۵۹۳ متر بالاتر از سطح دریا واقع شده‌است.